# Piatto tipico

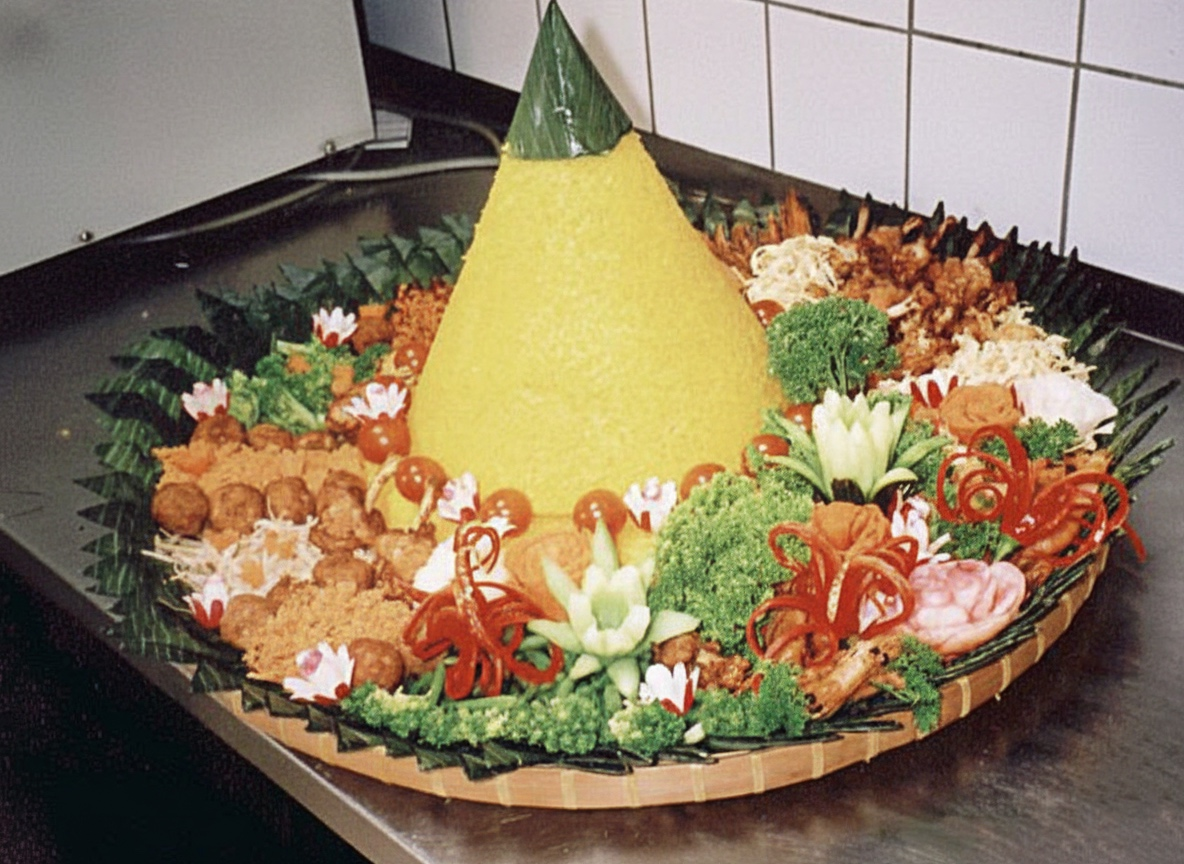
Il tumpeng, piatto tipico dell'Indonesia

Per piatto tipico o tradizionale s'intende un alimento tramandato da un popolo nel corso delle generazioni.

## Descrizione
Quelli tradizionali possono derivare da alimenti regionali o locali e vengono preparati in casa, nei ristoranti, da piccoli produttori e da grandi impianti per la trasformazione alimentare. La maggior parte dei piatti tradizionali nascono dall'abilità di casalinghe che combinano una serie di ingredienti per creare nuove ricette. La fortuna di cui godono alcune di queste pietanze spinge altri a imitarle e renderle così dei "classici" e, talvolta a elevarli a piatti nazionali. A seconda dei casi, gli alimenti tipici possono resistere nel corso degli anni oppure scomparire e venire dimenticati. Benché diffusi nei contesti geografici di origine, vari alimenti tradizionali vengono globalizzati.
Alcuni alimenti tradizionali sono protetti da marchi e certificazioni che servono a promuovere e proteggere le denominazioni dei prodotti agricoli e alimentari di qualità, come, ad esempio, quello dei Prodotti alimentari tipici, che presenta tre livelli di protezione, ovvero quelli di Denominazione di origine protetta (DOP), Indicazione geografica protetta (IGP) e Specialità tradizionale garantita (STG).
Sebbene i concetti di cucina tradizionale e tipica vengano considerati sinonimi, A. Midori Hernández di Cultura Jalisco ritiene che abbiano un significato diverso. Secondo Hernández, la cucina tradizionale sarebbe l'insieme delle abitudini culinarie ereditate oralmente come parte della sua cultura e identità e in maniera immutata in un contesto familiare o, su più larga scala, all'interno di una comunità, mentre la cucina tipica verrebbe replicata un contesto geografico in modo massivo.